# オキナワウラジロガシ
オキナワウラジロガシ（沖縄裏白樫、学名: Quercus miyagii）は、ブナ科コナラ属の常緑高木。別名はヤエヤマガシ、カシギ。
シノニムは Cyclobalanopsis miyagii、Quercus yaeyamensis、Cyclobalanopsis yaeyamensis。

## 特徴
樹高 20m、幹の直径は 1m ほどになり、板根が発達し、1m 以上の高さになる。
葉は長さ 8 - 15cm、披針形で先端は長い。互生。表面はつややかで濃緑色、裏面は白く、ふちは目立って波うち、前半部に弱い鋸歯がある。
雌雄同株であり、花は風媒花で 1 -3 月に開花、翌年の 10 - 11 月に果実が熟す。果実は直径 2.5 - 4cm、重量 15 - 20g と日本最大のドングリとして有名。

## 分布・生育地
日本の固有種で、奄美大島、徳之島、沖縄島、久米島、石垣島、西表島の湿潤で肥沃な非石灰岩地に分布する。
鹿児島県大和村（奄美大島）の「大和浜のオキナワウラジロガシ林」は、日本国指定の天然記念物である（2008年3月28日指定）。

## 利用
材は硬堅で緻密、有用樹種として古くから知られている、首里城前の丸柱、守礼門など琉球建築の建材として用いられた。
堅果はブタの飼料として利用された。

## 種内変異
ウラジロガシとの交雑種が確認されている。